# Begoña Carrasco García
Begoña Carrasco García (Alacant, 1979) és una política valenciana, alcaldessa de la seua ciutat natal des de 2023.
Llicenciada en dret el 2002 per la Universitat Jaume I, Carrasco milita en el Partit Popular (PP) des dels 21 anys i esdevé regidora de l'Ajuntament de Castelló a les eleccions de 2011 de la mà de l'alcalde Alberto Fabra. Va fer-se càrrec de la regidoria d'esports en aquella primera legislatura. Més tard també va gestionar les de Benestar Social, Igualtat i Gent Major. A partir de les eleccions de 2015, quan el PP perd el govern municipal, Carrasco esdevé la portaveu i cap de l'oposició després de la renúncia del fins aleshores lider local del partit Alfonso Bataller. A les eleccions de 2019 va encapçalar la llista electoral del PP, però no va aconseguir l'alcaldia de Castelló de la Plana fins les eleccions de 2023 on va esdevindre la força més votada tot i no arribar a la majoria absoluta.